# Contea di Camden (New Jersey)
La contea di Camden, in inglese Camden County, è una contea del New Jersey meridionale negli Stati Uniti. Il capoluogo è Camden.

## Geografia fisica
Il confine nord-occidentale della contea è segnato dal fiume Delaware che la separa da quella di
Filadelfia in Pennsylvania. Ad est la contea confina con la contea di Burlington, a sud-est con la contea di Atlantic e a ovest con la contea di Gloucester.
Il territorio è pianeggiante ed è costituito prevalentemente da suoli alluvionali. Al confine sud-orientale scorre il fiume Mullica. Nella contea ha origine il fiume Great Egg Harbour, che scorre nell'area centrale per poi segnare il confine con la contea di Gloucester. L'area settentrionale è drenata dal fiume Delaware che riceve da sud le acque del fiume Cooper.
Il capoluogo e la maggiore città della contea è Camden, posta sul fiume Delaware e collegata a Philadelphia grazie al Ben Franklin Bridge. Nel nord è anche situata la città di Cherry Hill. Nell'area centro-occidentale è situata la città di Gloucester.
Fa parte dell’area metropolitana di New York City.

## Storia

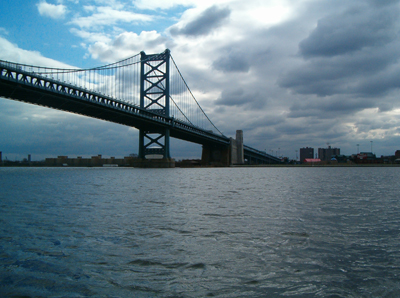
Il ponte Benjamin Franklin scavalca il fiume Delaware collegando Camden con Filadelfia.

L'area dell'attuale contea era abitata da indiani Lenape di lingua algonchina.
I primi europei a colonizzare la regione furono gli olandesi che costruirono un forte in vicinanza dell'attuale Gloucester City. Il forte venne fatto abbattere da Peter Stuyvesant nel 1651. Nel 1664 il territorio fu conquistato dagli inglesi. Sin dagli inizi della colonizzazione numerosi furono i coloni quaccheri. Negli anni trenta del XIX secolo l'arrivo della ferrovia e la costruzione di un canale di comunicazione con il Delaware diedero impulso allo sviluppo della regione. Nel 1844 nacque la contea di Camden separando il territorio che ne avrebbe fatto parte dalla contea di Gloucester. Fu chiamata Camden in onore di Charles Pratt, conte di Camden e Lord Cancelliere d'Inghilterra che sostenne l'indipendenza delle colonie americane.
Nella metà del XIX secolo ebbe inizio lo sviluppo industriale di Camden che attrasse numerosi emigranti. Nel 1926 fu costruito il primo ponte sul Delaware che collegò Camden con Filadelfia. Nel corso del XX secolo altri due ponti furono costruiti favorendo lo sviluppo dell'area metropolitana di Filadelfia.

## Comuni
| - Audubon - borough - Audubon Park - borough - Barrington - borough - Bellmawr - borough - Berlin - borough - Berlin Township - township - Brooklawn - borough - Camden - city - Cherry Hill - township - Chesilhurst - borough - Clementon - borough - Collingswood - borough - Gibbsboro - borough - Gloucester City - city - Gloucester - township - Haddon Heights - borough - Haddon - township - Haddonfield - borough - Hi-Nella - borough | - Laurel Springs - borough - Lawnside - borough - Lindenwold - borough - Magnolia - borough - Merchantville - borough - Mount Ephraim - borough - Oaklyn - borough - Pennsauken - township - Pine Hill - borough - Pine Valley - borough - Runnemede - borough - Somerdale - borough - Stratford - borough - Tavistock - borough - Voorhees - township - Waterford - township - Winslow - township - Woodlynne - borough |